# Everytime We Touch (album)
Pour les articles homonymes, voir Everytime We Touch.
Albums de Cascada
Perfect Day
(2007)
Everytime We Touch est le premier album du groupe Cascada, sorti en février 2006.

## Liste des pistes

### Édition standard
| #   | Titre                                        | Durée | Note                     |
| --- | -------------------------------------------- | ----- | ------------------------ |
| 1.  | Everytime We Touch                           | 3:16  | Reprise de Maggie Reilly |
| 2.  | How Do You Do                                | 3:15  | Reprise de Roxette       |
| 3.  | Bad Boy                                      | 3:12  |                          |
| 4.  | Miracle                                      | 3:38  |                          |
| 5.  | Another You                                  | 3:39  |                          |
| 6.  | Ready For Love                               | 3:23  |                          |
| 7.  | Can't Stop the Rain                          | 3:28  |                          |
| 8.  | Kids in America                              | 3:00  | Reprise de Kim Wilde     |
| 9.  | A Neverending Dream                          | 3:23  | Reprise de X-Perience    |
| 10. | Truly Madly Deeply                           | 4:11  | Reprise de Savage Garden |
| 11. | One More Night                               | 3:42  |                          |
| 12. | Wouldn't It Be Good                          | 3:27  | Reprise de Nik Kershaw   |
| 13. | Love Again                                   | 3:28  |                          |
| 14. | Everytime We Touch [Yanou's Candlelight Mix] | 3:15  |                          |

### Édition allemande
| #   | Titre                                            | Durée |
| --- | ------------------------------------------------ | ----- |
| 15. | Everytime We Touch [Club Mix]                    |       |
| 16. | How Do You Do! [Original Mix]                    |       |
| 17. | A Neverending Dream [Club Mix]                   |       |
| 18. | A Neverending Dream [Deepforces Remix]           |       |
| 19. | A Neverending Dream [The Real Booty Babes Remix] |       |
| 21. | One More Night [Verano Radio Edit]               |       |

### Édition Double CD sortie à Singapour
CD 1
| #   | Titre                                        | Durée |
| --- | -------------------------------------------- | ----- |
| 1.  | Everytime We Touch                           | 3:18  |
| 2.  | A Neverending Dream                          | 3:23  |
| 3.  | Bad Boy                                      | 3:13  |
| 4.  | How Do You Do!                               | 2:52  |
| 5.  | Another You                                  | 3:38  |
| 6.  | Miracle                                      | 3:39  |
| 7.  | Can't Stop the Rain                          | 3:29  |
| 8.  | Kids in America                              | 3:01  |
| 9.  | Love Again                                   | 3:28  |
| 10. | One More Night                               | 3:44  |
| 11. | Truly Madly Deeply                           | 4:13  |
| 12. | Ready for Love                               | 3:24  |
| 13. | Wouldn't It Be Good                          | 3:28  |
| 14. | Everytime We Touch [Yanou's Candlelight Mix] | 3:17  |

CD 2
| #   | Titre                                            | Durée |
| --- | ------------------------------------------------ | ----- |
| 1.  | A Neverending Dream [Original Club Mix]          | 4:57  |
| 2.  | A Neverending Dream [The Real Booty Babes Remix] | 5:59  |
| 3.  | Everytime We Touch [Original Club Mix]           | 5:32  |
| 4.  | Everytime We Touch [Rocco vs. Bass-T Remix]      | 5:41  |
| 5.  | How Do You Do! [Rob Mayth Remix]                 | 5:32  |
| 6.  | How Do You Do! [Tune Up! Remix]                  | 5:29  |
| 7.  | Bad Boy [Original Club Mix]                      | 6:16  |
| 8.  | Bad Boy [Central Seven Remix]                    | 5:57  |
| 9.  | Miracle [Original Club Mix]                      | 6:09  |
| 10. | Miracle [The Usual Suspects Presents EXR Remix]  | 6:22  |

### Édition britannique
| #   | Titre                                        | Durée |
| --- | -------------------------------------------- | ----- |
| 1.  | Everytime We Touch                           | 3:18  |
| 2.  | Truly Madly Deeply                           | 2:57  |
| 3.  | How Do You Do                                | 2:52  |
| 4.  | Bad Boy                                      | 3:13  |
| 5.  | Miracle                                      | 3:39  |
| 6.  | Another You                                  | 3:38  |
| 7.  | A Neverending Dream                          | 3:23  |
| 8.  | Love Again                                   | 3:28  |
| 9.  | Kids in America                              | 3:01  |
| 10. | One More Night                               | 3:44  |
| 11. | Ready for Love                               | 3:24  |
| 12. | Can't Stop the Rain                          | 3:29  |
| 13. | Wouldn't It Be Good                          | 3:28  |
| 14. | Truly Madly Deeply [Slow Version]            | 4:11  |
| 15. | Everytime We Touch [Yanou's Candlelight Mix] | 3:15  |

## Classement des ventes
| Année | Classement                       | Meilleure position |
| ----- | -------------------------------- | ------------------ |
| 2006  | Autriche Top 75 Album            | 31                 |
| 2006  | États-Unis The Billboard 200     | 67                 |
| 2006  | États-Unis Top Electronic Albums | 3                  |
| 2006  | France Top 150 Album             | 11                 |
| 2006  | Suède Top 100 Album              | 10                 |
| 2007  | France Top 200 Album             | 12                 |
| 2007  | Irlande Top 75 Album             | 1                  |
| 2007  | Norvège Top 40 Album             | 14                 |
| 2007  | Pays-Bas Top 100 Album           | 40                 |
| 2007  | Royaume-Uni Top 75 Album         | 2                  |
| 2007  | Suisse Top 100 Album             | 48                 |